# Rhyacophila mycta
Rhyacophila mycta är en nattsländeart som beskrevs av Ross 1941. Rhyacophila mycta ingår i släktet Rhyacophila och familjen rovnattsländor. Inga underarter finns listade i Catalogue of Life.